# Koguci Grzebień

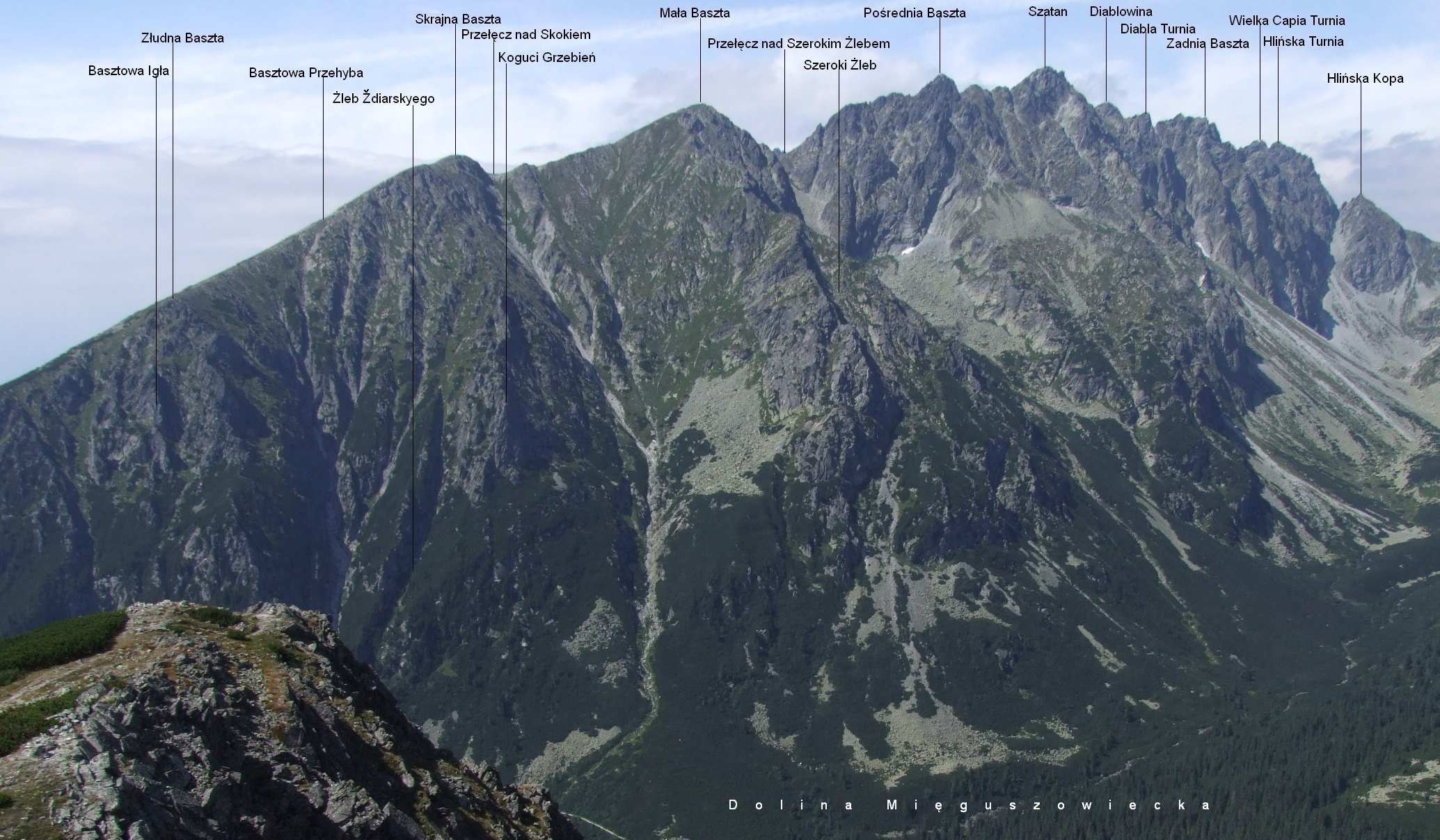
Widok z Osterwy

Koguci Grzebień – skalisty grzebień we wschodnim żebrze Skrajnej Baszty w Grani Baszt w słowackich Tatrach Wysokich. Żebro to ma punkt zwornikowy około 80 m na południowy wschód od najwyższego punktu Skrajnej Baszty i około 20 m niżej. Opada do dna Doliny Mięguszowieckiej, a deniwelacja jego skalistej części wynosi około 400 m. Jest w nim szereg turniczek i trawiaste siodełko, w którym tkwi turniczka o kształcie fajki lub kowadła. Z lewej strony (patrząc od dołu) Koguciego Grzebienia znajduje się Żleb Ždiarskyego, z prawej żleb opadający z Przełęczy nad Skokiem.
Nazwę tej formacji skalnej utworzył Władysław Cywiński w 15 tomie przewodnika wspinaczkowego Tatry. Grań Baszt. Prowadzi nią droga wspinaczkowa Wschodnim żebrem. Jej przejście to III w skali tatrzańskiej, czas przejścia od Magistrali Tatrzańskiej na szczyt Skrajnej Baszty 3 godz. Trójkowe trudności są tylko na Kogucim Grzebieniu, który jest najtrudniejszym odcinkiem żebra, można go jednak łatwo obejść z dowolnej strony.